# Port Royal (Spiel, 2014)
Port Royal, ursprünglich Händler der Karibik, ist ein Kartenspiel des österreichischen Spieleautors Alexander Pfister. Er gewann mit dem Spiel 2013 den österreichischen Spieleautoren-Wettbewerb und veröffentlichte es unter dem ursprünglichen Titel zusammen mit dem Österreichischen Spiele Museum e. V. 2014 veröffentlichte der deutsche Verlag Pegasus Spiele das Spiel als Port Royal, danach folgten zahlreiche Übersetzungen international.
Im Erscheinungsjahr 2014 wurde Port Royal beim À-la-carte-Kartenspielpreis der Zeitschrift Fairplay auf den vierten Platz gewählt, zudem wurde es 2015 beim Finnischen Spielepreis Vuoden Peli als „Vuoden Perhepelit“ (Familienspiel des Jahres) ausgezeichnet.

## Hintergrund und Ausstattung
Das Spiel Port Royal ist ein Kartenspiel um einen fiktiven Hafen namens „Port Royal“, der an einen realen Hafen in der Karibik im 16. bis 17. Jahrhundert angelehnt ist. Die Spieler versuchen möglichst viel Einfluss an dem Hafen zu erlangen, indem sie möglichst wertvolle Schiffe kaufen und Personen anheuern, die entsprechenden Einfluss haben oder andere Vorteile im Spiel bringen.
Das Spielmaterial des Grundspiels besteht neben der Spielanleitung aus 120 Karten, die sich aus 60 Personenkarten, 50 Schiffskarten in fünf Farben, sechs Expeditionskarten und vier Steuererhöhungen zusammensetzen.

## Spielweise
Das Spiel kann im Grundspiel mit zwei bis fünf Spielern gespielt werden. Im Spiel zu fünft wird ein Expeditionsaufruf mehr benötigt als bei weniger Spielern, der dann offen in die Tischmitte gelegt wird. Zur Spielvorbereitung werden alle Karten (mit Ausnahme des offen ausliegenden Aufrufs bei fünf Spielern) gemischt und als verdeckter Nachziehstapel in der Tischmitte platziert. Jeder Mitspieler bekommt drei Karten, die verdeckt mit der Münzseite nach oben vor ihm ausgelegt werden.
Beginnend mit einem Startspieler spielen die Mitspieler reihum im Uhrzeigersinn. Der jeweils aktive Spieler führt je zwei Phasen durch, die als „Entdecken“ und „Handeln & Heuern“ bezeichnet werden. Beim „Entdecken“ werden Karten vom Nachziehstapel aufgedeckt und offen in die Hafenauslage gelegt, beim „Handeln & Heuern“ werden Karten aus dieser Auslage aufgenommen. Auf diese Weise bekommt der Spieler Münzen und eine Besatzung, die er im weiteren Spiel einsetzen kann.
Beim „Entdecken“ deckt der aktive Spieler die oberste Karte des Nachziehstapels auf und eröffnet damit die Hafenauslage in der Tischmitte. Er entscheidet sich dann, ob er eine weitere Karte aufdeckt und offen auslegt; dies passiert so lange, bis er sich aktiv gegen eine weitere Karte entscheidet oder sein Zug vorzeitig beendet wird. Beim Ziehen gibt es folgende Optionen:
- Zieht der Spieler Personen, kommen diese offen in die Auslage.
- Auch Schiffe werden offen in die Auslage gelegt, können jedoch auch vom Spieler abgewehrt werden, wenn er ausreichend Matrosen oder Piraten in seiner Crew hat, die mindestens so viele Säbel besitzen, wie die Schiffskarte zeigt. Wird das Schiff so abgewehrt, kommt es auf den Ablagestapel, andernfalls in die Hafenauslage. Eingesetzte Säbel gehen nicht verloren und können für weitere Abwehraktionen eingesetzt werden. Schiffe mit Totenkopfsymbol können nie abgewehrt werden.
- Ein Expeditionsaufruf kommt nicht in die Hafenauslage, sondern wird darüber offen ausgelegt. Er bleibt aktiv, bis der Auftrag von einem Spieler in einem der folgenden Züge erfüllt wird. Dies geschieht, wenn ein Spieler Personen mit den auf dem Aufruf geforderten Eigenschaften abgibt, dafür bekommt er die als Belohnung angegebene Anzahl Münzen in Form von Karten vom Nachziehstapel ausgezahlt.
- Bei einer Steuererhöhung müssen alle Spieler, die mehr als zwölf Münzen besitzen, davon die Hälfte abgeben. Danach erhält, abhängig von der Karte, der Spieler mit den meisten Säbeln oder der mit den wenigsten Einflusspunkten eine zusätzliche Münze ausgezahlt und die Karte kommt in die Ablage.

Der Zug wird vorzeitig beendet, sobald ein Schiff einer Farbe aufgedeckt wird, von der bereits eines in der Auslage liegt, das nicht abgewehrt werden kann. In dem Fall kommt die gesamte Hafenauslage auf den Ablagestapel und der nächste Spieler ist am Zug. Beendet der Spieler dagegen seine Entdeckungsphase mit der Entscheidung, keine weiteren Karten aufzunehmen, geht er in die Phase „Handeln & Heuern“ über.
In der Phase „Handeln & Heuern“ darf der jeweils aktive Spieler eine bis drei Karten aus der Hafenauslage nehmen, danach können auch die anderen Spieler jeweils eine Karte aufnehmen. Dabei hängt die Anzahl der Karten, die er nehmen darf, von der Anzahl der verschiedenfarbigen Schiffe ab. Beim „Handeln“ nimmt der Spieler je ein Schiff und legt es auf den Ablagestapel, dafür erhält er die auf der Karte angegebene Anzahl an Münzen. Um Personenkarten zu nehmen („Heuern“), bezahlt er die im unteren Bereich der jeweiligen Karte angegebenen Münzen. Die angeheuerte Karte legt er in seine Auslage und er darf für den Rest des Spiels die besondere Fertigkeit dieser Person nutzen:
| Person                 | Aktion | Anzahl            |
| ---------------------- | --- | ----------------- |
| Matrose Pirat          | Der Matrose bringt ein Säbel mit, der Pirat 2 Säbel. Mit den Säbeln können Schiffe in der Entdeckungsphase abgewehrt werden | 10 03             |
| Händler                | Der Spieler erhält pro Händler der genommenen Schiffsfarbe in seiner Auslage 1 Münze zusätzlich. | 10 je 2 pro Farbe |
| Siedler                | Der Siedler bringt ein Gebäude mit, um einem Expeditionsaufruf zu folgen. Bei Erfüllung des Auftrags wird die Karte abgelegt. | 05                |
| Kapitän                | Der Siedler bringt einen Anker mit, um einem Expeditionsaufruf zu folgen. Bei Erfüllung des Auftrags wird die Karte abgelegt. | 05                |
| Priester               | Der Siedler bringt ein Kreuz mit, um einem Expeditionsaufruf zu folgen. Bei Erfüllung des Auftrags wird die Karte abgelegt. | 05                |
| Tausendsassa           | Der Tausendsassa kann ein Gebäude, ein Kreuz oder einen Anker mitbringen, um einem Expeditionsaufruf zu folgen. Bei Erfüllung des Auftrags wird die Karte abgelegt.                                                                         | 03                |
| Fräulein bzw. Señorita | Pro Fräulein in der eigenen Auslage können Personen um eine Münze günstiger geheuert werden. | 04                |
| Witzbold               | Wer als nicht aktiver Spieler beim „Handeln & Heuern“ eine leere Hafenauslage hat, bekommt pro Witzbold in seiner Auslage eine Münze. Findet kein „Handeln & Heuern“ statt, erhalten alle Spieler pro Witzbold in ihrer Auslage eine Münze. | 05                |
| Admiral                | Wenn ein Spieler beim „Handeln & Heuern“ eine Hafenauslage von mindestens 5 Karten hat, bekommt er pro Admiral in seiner Auslage zwei Münzen.                                                                                               | 06                |
| Gouverneur             | Beim „Handeln & Heuern“ darf der Spieler pro Gouverneur eine Karte mehr aus der Hafenauslage nehmen. | 04                |

Nachdem der aktive Spieler die ihm zustehenden Karten genommen hat, können reihum alle anderen Spieler je eine Karte nehmen und müssen, so sie das tun, jeweils zum Preis eine zusätzliche Münze an den aktiven Spieler bezahlen. Die restlichen Karten der Auslage werden abgelegt und der nächste Spieler beginnt seine Runde.
Sobald ein Spieler mindestens zwölf Einflusspunkte über Personenkarten und Expeditionsaufrufe erreicht hat, wird die laufende Runde bis zum Startspieler noch zu Ende gespielt. Der Spieler, der die meisten Einflusspunkte gesammelt hat, gewinnt das Spiel, und bei einem Gleichstand gewinnt der Spieler mit den meisten Münzen.

## Erweiterungen

### Mini-ErweiterungSpieler
Der Spieler (englisch: „Gambler“) erschien 2015 als Promo-Karte und zugleich als erste Mini-Erweiterung für Port Royal. Das Set besteht aus vier Personenkarten mit der Bezeichnung Spieler, die in das Grundspiel eingemischt werden:
| Person  | Aktion | Anzahl |
| ------- | --- | ------ |
| Spieler | Der aktive Spieler darf einmal in der Phase „Entdecken“ vier Karten auf einmal aufdecken und danach diese Phase beenden. Liegen nach der Aktion zwei Schiffe identischer Farbe in der Auslage, endet der Zug. Liegen keine zwei Schiffe identischer Farbe in der Auslage, darf der Spieler eine Karte mehr als üblich auf die Hand nehmen. | 04     |

### Port Royal: Unterwegs!
2016 erschien mit Port Royal: Unterwegs! eine eigenständig spielbare Version des Spiels mit reduzierter und veränderter Kartenanzahl. Dieses Set kann zudem teilweise als Ergänzungsset zusammen mit dem Grundspiel gespielt werden, indem die Karten beider Sets zusammen für einen Nachziehstapel gemischt werden.
Mit dem Spiel Port Royal: Unterwegs! kommen neue Personenkarten in das Spiel:
| Person      | Aktion | Anzahl                                                               |
| ----------- | --- | -------------------------------------------------------------------- |
| Großhändler | Wenn ein Spieler ein Schiff in der Farbe des Großhändlers genommen hat, bekommt er dessen Münzwert ausgezahlt und schiebt das Schiff danach schräg unter die Großhändlerkarte. Diese Karten geben dem Spieler jeweils einen zusätzlichen Einflusspunkt | 10 je 2 pro Farbe (eigenständig) 05 je 1 pro Farbe (als Erweiterung) |
| Passagier   | Der Passagier bringt 2 Einflusspunkte. | 04                                                                   |
| Passagierin | Die Passagierin bringt 3 Einflusspunkte. | 04                                                                   |

Wird das Spiel eigenständig gespielt, enthält es 32 Personenparten (10 Großhändler, 10 Matrosen, 2 Piraten und je 5 Passagiere und Passagierinnen) sowie 25 Schiffe und drei Steuererhöhungen. Expeditionsaufrufe gibt es in dieser Version nicht. Das Spiel wird gespielt wie das Grundspiel und besteht ebenfalls aus den Phasen „Entdecken“ und „Handeln und Heuern“, die Steuererhöhungen haben etwas andere Effekte als im Grundspiel. Sobald ein Spieler mindestens 8 Einflusspunkte erreicht hat, wird das Spielende eingeleitet.

### Ein Auftrag geht noch…
Ein Auftrag geht noch… erschien ebenfalls 2015 und kann nur zusammen mit den Karten des Grundspiels gespielt werden. Es erweitert das Spiel um weitere Personen, weitere Schiffe sowie Auftragskarten und je drei Holzwürfel pro Mitspieler. Gespielt werden kann es zum einen als einfache Ergänzung, indem die neuen Personen- und Schiffskarten in das Basiskartenset eingemischt wird oder als Spiel mit Auftragskarten, wobei in diesem Fall eine kooperative Variante (auch als Solospiel) oder eine kompetitive Variante ermöglicht wird.
Als neue Personen sind in der Erweiterung die folgenden enthalten:
| Person      | Aktion | Anzahl                                  |
| ----------- | --- | --------------------------------------- |
| Kontorist   | Wenn ein Spieler beim „Handeln & Heuern“ mit einem Schiff in der Farbe des Kantoristen handelt, darf er eine zusätzliche Karte aus der Auslage nehmen. | 04, jeweils einer in jeder Schiffsfarbe |
| Kanonierin  | Beim „Handeln & Heuern“ bekommt der Spieler pro Kanonierin in seiner Auslage zusätzlich eine Münze weniger als sich Schiffe in der Auslage befinden.   | 04                                      |
| Vizeadmiral | Wenn ein Spieler beim „Handeln & Heuern“ eine Hafenauslage von 3 oder 4 Karten hat, bekommt er pro Vizeadmiral in seiner Auslage eine Münze.           | 05                                      |

Zusätzlich kommen pro Farbe zwei neue Schiffe ins Spiel, wobei jeweils eine drei Münzen für den Spieler einbringt, der sie nimmt, sowie zusätzlich eine Münze für einen Mitspieler nach Wahl.
Wird mit den Auftragskarten gespielt, bekommt jeder Spieler zu Spielbeginn drei Holzwürfel in einer Farbe nach Wahl. Die Spieler entscheiden sich, ob sie gegeneinander oder gemeinsam (oder solo) spielen. In beiden Fällen müssen sie möglichst viele der Auftragskarten erfüllen. Für das Erfüllen der Aufträge bekommen die Spieler Münzen und Einflusspunkte.

### Das Abenteuer beginnt…
Die Erweiterung Das Abenteuer beginnt… von 2017 verändert das Spiel grundsätzlicher und macht es zu einem Kampagnenspiel. Auch diese Erweiterung ist nur mit dem Grundspiel spielbar, muss jedoch nach den neuen Regeln der Erweiterung gespielt werden. Sie enthält fünf doppelseitige Charakterkarten mit jeweils zwei unterschiedlichen Charakteren, 39 zusätzlichen Spielkarten, die im Laufe der fünf Kapitel des Spiels in den Kartensatz des Basisspiels eingemischt werden, 16 Ereigniskarten und 55 Geschichtenkarten, die die Spieler durch die Kampagnen führen. Wie Ein Auftrag geht noch… kann auch diese Erweiterung kooperativ bzw. solo wie auch gegeneinander gespielt werden.
Zu Beginn des Spiels bekommt jeder Spieler eine zufällig gewählte Charakterkarte und bekommt die auf der Charakterkarte angegebene Anzahl Münzen sowie jeweils eine Kronenkarte und fünf Holzwürfel seiner Spielerfarbe, von denen vier auf die Charakterkarte und einer neben die Kronenkarte gelegt werden. Die Karten des Grundspiels werden gemischt und als verdeckter Nachziehstapel in die Tischmitte gelegt, die neuen Spielkarten kommen daneben und werden erst dann dem Kartensatz zugefügt, wenn dies über die Geschichtenkarten gefordert wird. Der Ereignisstapel und der Geschichtenkartenstapel werden entsprechend der Spielregeln aus den entsprechenden Karten zusammengestellt.
Im Spiel liest jeweils ein Spieler pro Runde eine Karte des Geschichtenstapels vor und mischt gegebenenfalls zusätzliche Karten in den Spielstapel, danach wird die Geschichtenkarte umgedreht und zeigt eine Aufgabe, die von den Spielern entweder gemeinsam oder gegeneinander erfüllt werden muss. Erfüllte Aufgaben werden mit den Holzwürfeln der Spieler markiert, wodurch auf der Charakterkarte Sonderfähigkeiten der Charaktere aktiviert werden. Die Spielzüge selbst entsprechen den Phasen „Entdecken“ und „Handeln & Heuern“ des Grundspiels, allerdings wird jeweils vor dem Zug eines neuen aktiven Spielers als weitere Phase eine Ereigniskarte aufgedeckt, die die Runde beeinflusst. Zusätzlich gibt es eine weitere Schiffsfarbe, die „Ares-Piraten“, die zudem besondere Gegenstände transportieren und so ins Spiel bringen. Die Spieler, die diese Schiffe an sich nehmen, können entscheiden, ob sie die entsprechenden Münzen bekommen oder die Gegenstände in ihre Auslage legen.

## Ausgaben und Erweiterungen

### Ausgaben
Port Royal wurde von dem österreichischen Spieleautor Alexander Pfister entwickelt und er gewann 2013 damit den österreichischen Spieleautorenwettbewerb unter dem Titel Händler der Karibik. Es erschien im gleichen Jahr unter diesem Titel in Zusammenarbeit mit dem Österreichischen Spiele Museum e.V. 2014 veröffentlichte der deutsche Verlag Pegasus Spiele das Spiel unter dem Titel Port Royal auf Deutsch und Englisch, im gleichen Jahr erschien das Spiel auf Niederländisch, Griechisch, Tschechisch, Spanisch, Japanisch und Chinesisch bei verschiedenen Verlagen in Lizenz. Weitere Ausgaben folgten 2015 auf Rumänisch, Polnisch, Französisch sowie multilingual in den nordischen Sprachen Finnisch, Schwedisch, Norwegisch und Dänisch zusammen mit einer zweiten Auflage auf Deutsch und Englisch. Auf Russisch, Ungarisch und in den baltischen Sprachen erschien das Spiel 2016, 2017 folgten Versionen auf Spanisch und Katalanisch, Portugiesisch, Italienisch, Polnisch und Bulgarisch. Eine Version auf Serbisch erschien 2018, eine weitere auf Koreanisch 2019.

### Erweiterungen und Big Box
2015 erschien mit den Spieler-Promokarte eine erste Mini-Erweiterung, die zuerst limitiert bei der Aktion „Stadt Land Spielt“ verteilt und später der Zeitschrift spielbox beigelegt wurde. Ebenfalls 2015 erschien eine Erweiterung mit dem Titel Ein Auftrag geht noch… mit 14 weiteren Personenkarten, 10 Schiffskarten sowie 18 größeren Auftragskarten. 2017 kam die Erweiterung Das Abenteuer beginnt… hinzu, die weiteres Spielmaterial in das Spiel für einzelne Szenarien einbringt. Mit Port Royal: Unterwegs! erschien 2016 zudem ein eigenständiges Spiel mit einer reduzierten Kartenanzahl. 2022 kam mit der Port Royal Big Box eine Version auf den Markt, in dem das Grundspiel zusammen mit den Erweiterungen Ein Auftrag geht noch… und Das Abenteuer beginnt… sowie Port Royal: Unterwegs! und den Spieler-Promokarten enthalten ist. Für diese Big Box erschien zudem 2022 ein weiteres Promoset mit dem Titel The Instructor Promo Pack.
Eine digitale Umsetzung des Spiels ist auf der Plattform yucata.de spielbar. Dabei steht das Grundspiel sowie die Erweiterung Ein Auftrag geht noch… zur Verfügung.

## Rezeption
Port Royal wurde 2014 beim À-la-carte-Kartenspielpreis der Zeitschrift Fairplay auf den vierten Platz gewählt. 2015 wurde es zudem beim Finnischen Spielepreis Vuoden Peli als „Vuoden Perhepelit“ (Familienspiel des Jahres) ausgezeichnet und wurde für den Juego del Año empfohlen. 2016 wurde Port Royal zudem für den dänischen Spielepreis Guldbrikken in der Kategorie Familienspiel nominiert.

## Belege
1. 1 2 3 4 5 6 7 8  Offizielle Spielregeln für Port Royal, Pegasus Spiele 2014.
2. ↑  Offizielle Spielregeln für Port Royal: Big Box, S. 9, Pegasus Spiele 2022.
3. 1 2 3  Offizielle Spielregeln für Port Royal: Big Box, S. 7–9, Pegasus Spiele 2022.
4. 1 2 3  Offizielle Spielregeln für Port Royal: Big Box, S. 10–13, Pegasus Spiele 2022.
5. 1 2 3  Offizielle Spielregeln für Port Royal: Big Box, S. 14–18, Pegasus Spiele 2022.
6. ↑  Händler der Karibik in der Spieledatenbank BoardGameGeek (englisch); abgerufen am 17. Dezember 2022.
7. ↑  
Versionen von Port Royal in der Datenbank BoardGameGeek; abgerufen am 17. Dezember 2022.
8. ↑  Port Royal: Gambler Promo Card in der Spieledatenbank BoardGameGeek (englisch); abgerufen am 17. Dezember 2022.
9. ↑  Port Royal: Ein Auftrag geht noch… in der Spieledatenbank BoardGameGeek (englisch); abgerufen am 17. Dezember 2022.
10. ↑  Port Royal: Das Abenteuer beginnt… in der Spieledatenbank BoardGameGeek (englisch); abgerufen am 17. Dezember 2022.
11. ↑  Port Royal: Unterwegs! in der Spieledatenbank BoardGameGeek (englisch); abgerufen am 17. Dezember 2022.
12. ↑  Port Royal: Big Box in der Spieledatenbank BoardGameGeek (englisch); abgerufen am 17. Dezember 2022.
13. ↑  Port Royal: Big Box – The Instructor Promo Pack in der Spieledatenbank BoardGameGeek (englisch); abgerufen am 17. Dezember 2022.
14. ↑  Port Royal, Regeln auf yucata.de; abgerufen am 17. Dezember 2022.
15. ↑  À-la-carte-Kartenspielpreis 2014 auf gamesweplay.de; abgerufen am 17. Dezember 2022.
16. ↑  Vouden Peli auf der Homepage lautapeliopas.fi; abgerufen am 17. Dezember 2022.